# Зигмунд фон Хоенберг
Зигмунд фон Хоенберг (на немски: Sigmund von Hohenberg; † пр. 1440/1486) от линията Цолерн-Хоенберг на швабската фамилия Хоенцолерн е граф на Хоенберг, хауптман в Балинген.
Той е син на Рудолф VI фон Хоенберг († 1409/1422) и съпругата му Маргарета фон Тирщайн-Фробург († сл. 1427), вдовица на фон Хоенклинген, дъщеря на граф Зигмунд IV фон Тирщайн († 1383), ландграф в Зизгау, и Верена фон Нойенбург-Нидау († 1405). Внук е на Бурхард IX фон Хоенберг–Наголд и Верена фон Хабсбург-Лауфенбург († 1356), вдовица на Филипино Гонзага, дъщеря на граф Йохан II фон Хабсбург-Лауфенбург († 1380) и Верена дьо Ньофшател († 1372). Правнук е на Рудолф VI фон Хоенберг († 1409/1422) и Кунигунда фон Вертхайм († 1358). Сестра му Верена е монахиня в Ройтин и е погребана там.
Зигмунд фон Хоенберг умира пр. 1440 г и е погребан на 21 декември 1486 в Ройтин.

## Фамилия
Зигмунд фон Хоенберг се жени 1439/пр. 31 октомври 1459 г. за фрайин Урсула фон Рецюнс (* ок. 1404 в Хоенцолерн, Прусия; † 17 февруари 1477, погребана в Щетен), вдовица на граф Айтел Фридрих I фон Хоенцолерн († 1439), дъщеря на Хайнрих VI фон Рецюнс († 1435) и Верена фон Щофелн († 1427/1439). Те имат децата:
- Петер († 27 октомври 1448)
- Рудолф († сл. 1458)
- Маргарета фон Хоенберг-Вилдберг († 22 юни 1475, погребана в Комбург), омъжена през януари 1466 г. в Шпекфелд за Георг II Шенк фон Лимпург (* 1438; † 10 май 1475)
- Аполония († сл. 1492), абатиса на Кьонигсфелден (1472 – 1492)

Съпругата му Урсула фон Рецюнс е наследничка на Георг Брун фон Рецюнс. След дълги наследствени караници Цолерните наследяват 1461 г. господството Рецюнс (в кантон Граубюнден, Швейцария).